# Savana inondabile costiera dello Zambesi
La savana inondabile costiera dello Zambesi è una ecoregione dell'ecozona afrotropicale appartenente al bioma delle praterie e savane inondabili (codice ecoregione: AT0906) che si sviluppa nella parte costiera del centro del Mozambico, a cavallo delle province di Sofala e Zambezia.

## Territorio

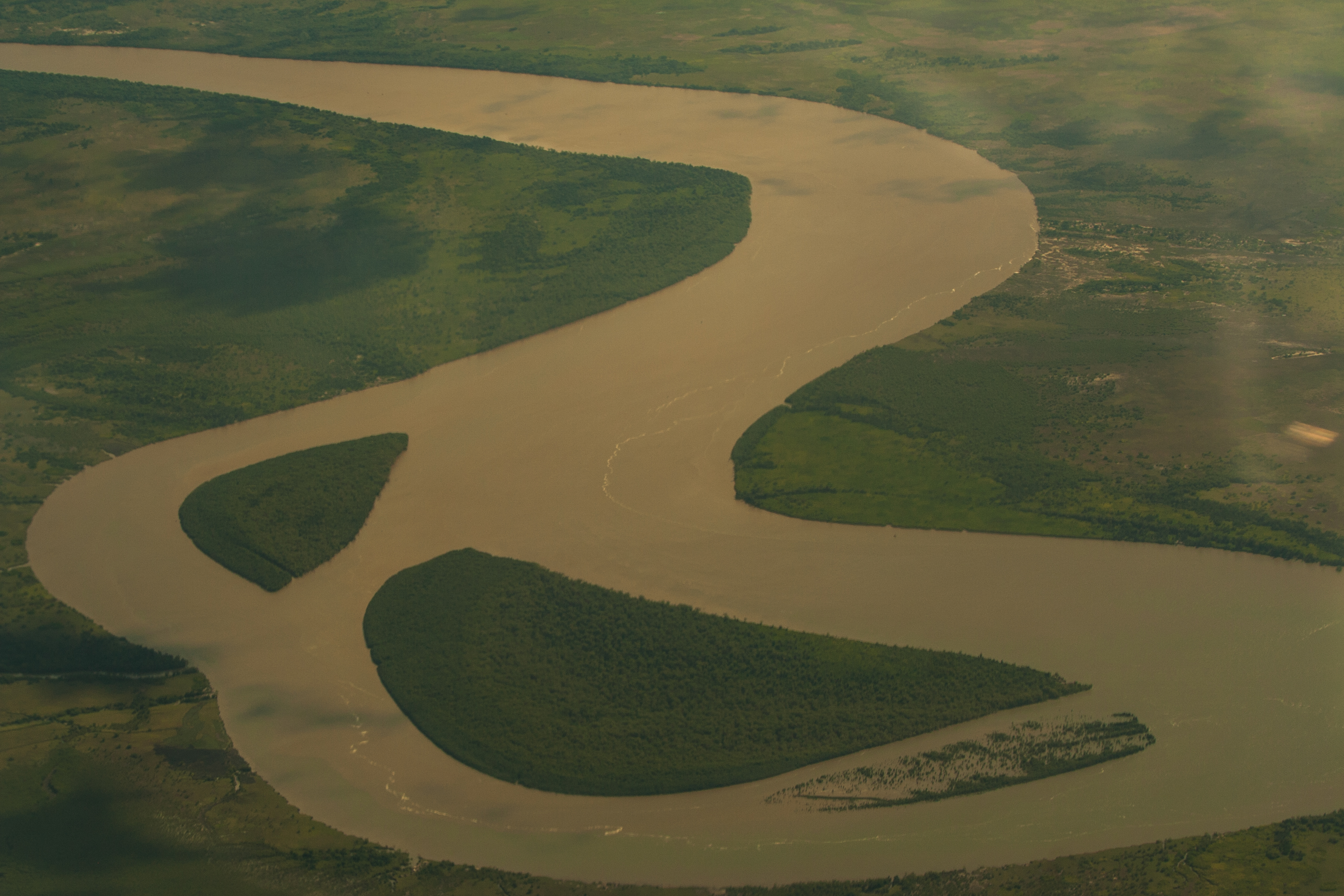
Il fiume Pungwe nei pressi di Beira

L'ecoregione comprende la zona costiera di quattro grandi fiumi africani: il Buzi, il Pungwe, il Save e lo Zambesi. Prima della costruzione della diga di Kariba e della diga di Cabora Bassa, le inondazioni primaverili cambiavano enormemente il paesaggio e interessavano un'area molto maggiore di quella che attualmente - dopo la regolazione delle piene dello Zambesi resa possibile dalle due dighe - è effettivamente soggetta a questo radicale cambiamento ecologico stagionale.
L'ecoregione è circondata all'interno dalla foresta costiera a mosaico di Zanzibar-Inhambane meridionale mentre, lungo la costa, circonda a sua volta delle sottili strisce costiere di mangrovie dell'Africa orientale. L'altezza della regione si mantiene al di sotto dei 50 m sul livello del mare, ma si inoltra verso l'interno fino a 1210 km in corrispondenza del delta dello Zambesi.

### Clima
La regione è fortemente soggetta all'impatto delle piogge, che cadono nel periodo tra ottobre e marzo, dato che il drenaggio delle regioni interne aumenta considerevolmente la portata dei fiumi. Localmente, le precipitazioni variano tra 800-1.400 mm di pioggia all'anno e le temperature medie oscillano tra 27-30 °C .

## Flora
La flora dell'ecoregione è costituita dalle due comunità principali di savana aperta e di foresta paludosa d'acqua dolce. Nelle zone più paludose, le specie più rappresentate sono la Phragmites australis e la Typha capensis, che nelle aree più secche sono progressivamente sostituite da specie più erbacee. Nella parte più arida, la flora si avvicina molto a quella della foresta costiera a mosaico di Zanzibar-Inhambane meridionale, con esemplari di Panicum curatellifolia, Uapaca nitida e Syzigium guineense.

## Fauna
Molte specie animali di erbivori una volta comuni nell'ecoregione sono ridotte al 10% del loro numero originale in seguito ai cambiamenti introdotti dalle dighe a monte dello Zambesi e alla caccia incontrollata avvenuta durante gli anni della guerriglia in Mozambico. Si è registrata la presenza di zebre di Burchell (Equus quagga burchellii), bufali (Syncerus caffer), cobi (Kobus ellipsiprymnus), redunca dei canneti (Redunca arundinum e ippopotami (Hippopotamus amphibius).
Tra i predatori carnivori, in questa regione ci sono tracce di leoni (Panthera leo), leopardi (Panthera pardus), ghepardi (Acinonyx jubatus) e iena maculata (Crocuta crocuta), inoltre ci sono esemplari di sciacallo stiato (Canis adustus).
Tra gli uccelli, si trovano Anastomus lamelligerus, Ephippiorhynchus senegalensis e pellicani (Pelecanus onocrotalus). Una peculiarità dell'area è quella di ospitare il 5% della popolazione mondiale di cicogna (Bugeranus carunculatus).
Tra i rettili, i più comuni sono il coccodrillo del Nilo (Crocodylus niloticus), il varano del Nilo (Varanus niloticus) e il pitone (Python sebae).

### Endemismi
L'unico endemismo tra i vertebrati dell'ecoregione è il serpente (Leptotyphlops pungwensis), mentre altre tre specie sono quasi endemiche: Lycodonomorphus obscuriventris, Lycophidion nanus e Proatheris superciliaris. Anche tra gli anfibi esiste un caso di quasi-endemismo: l'Afrixalus delicates, che si trova anche nella regione di Maputo.

## Popolazione
La densità popolazione dell'ecoregione non è mai stata alta, e il fatto che nella zona imperversasse la guerriglia per un paio di decenni ha prodotto un'ulteriore diminuzione degli insediamenti. La situazione di pace e la regolazione del regime delle acque, in questo periodo seguente gli accordi del 1992, ha indotto un nuovo aumento dell'occupazione a scopo agricolo quindi è prevedibile che ci sarà un aumento della pressione antropica nell'ecoregione, visto anche le condizioni propizie dal punto di vista agricolo.

## Conservazione

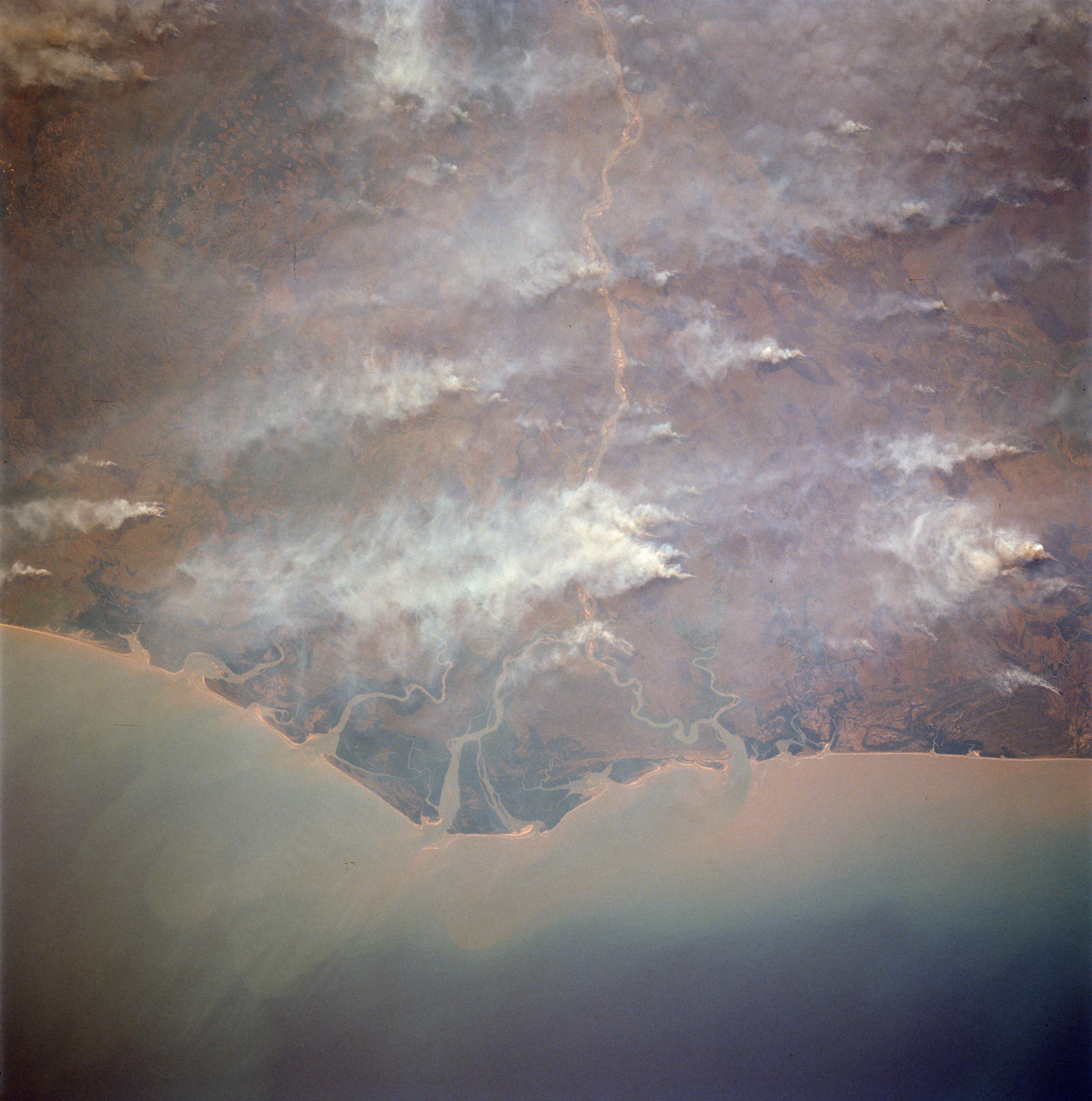
Il delta dello Zambezi fotografato dall'ISS

Il problema della conservazione dell'ecoregione è strettamente legato alla produzione di energia richiesta agli impianti di Kariba e Cahora Bassa: il bilancio tra costi e benefici (economici) è stato studiato in particolare da Richard Beilfuss, che ha proposto un modello di analisi e identificato uno scenario che permetterebbe di ottimizzare la produzione di energia con la produzione di alimenti, il rispetto delle tradizioni e la conservazione dell'ecosistema nel delta dello Zambesi.

### Aree protette
L'area di gestione integrata di Marromeu (Marromeu Complex Game Management Area) è l'unica area soggetta a una forma di protezione, all'intero dell'ecoregione. La zona comprende una serie di habitat differenti e una volta era nota per ospitare grandi mandrie di bufali (Syncerus caffer); mentre al momento attuale questi si trovano in numero molto ridotto e convivono con piccole popolazioni di zebra, redunca dei canneti (Redunca arundinum), tragefalo striato (Tragelaphus scriptus), antilope alcina (Taurotragus oryx), oribi (Ourebia ourebi), suni (Neotragus moschatus), nyala (Tragelaphus angasii), greater kudu (Tragelaphus strepsiceros), gnu (Connochaetes taurinus), silvicapra (Sylvicapra grimmia), cefalofo azzurro (Philantomba monticola) e il cefalofo rosso (Cephalophus natalensis).